# Дереволаз-довгохвіст малий
Дереволаз-довгохвіст малий (Certhiasomus stictolaemus) — вид горобцеподібних птахів родини горнерових (Furnariidae). Мешкає в Південній Америці. Це єдиний представник монотипового роду Малий дереволаз-довгохвіст (Certhiasomus). Раніше цей вид відносили до роду Дереволаз-довгохвіст (Deconychura), однак за результатами молекулярно-філогенетичного дослідження 2010 року він був переведений до новоствореного роду Certhiasomus.

## Опис
Довжина птаха становить 16,5-19 см, вага 13-22 г. Самці є дещо більшими за самиць. Верхня частина тіла оливково-коричнева, поцяткована нечіткими попелястими смугами, спина і тім'я більш темні, над очима попелясті "брови". Нижня частина спини, надхвістя і хвіст рудувато-коричневі. Горло попелясте, поцятковане темними плямами, верхня частина грудей поцяткована чіткими клиноподібними плямами, на боках вони переходять у смуги. Очі темно-карі, дзьоб темно-коричневий, знизу сріблястий або чорнувато-коричневий. лапи сизі або сірувато-коричневі.

## Підвиди
Виділяють три підвиди:
- C. s. clarior (Zimmer, JT, 1929)[6] — північний схід Бразильської Амазонії (на північ від Амазонки, від Ріу-Негру до Амапи), локально в Гвіані;
- C. s. secundus (Hellmayr, 1904) — від південної Колумбії і південної Венесуели (південь Амасонасу) до східного Еквадору, північно-східного Перу і північного заходу Бразильської Амазонії;
- C. s. stictolaemus (Pelzeln, 1868) — південь Бразильської Амазонії (від Мадейри до нижньої течії Токантінса і Мараньяна, на південь до півночі Мату-Гросу).

## Поширення і екологія
Малі дереволази-довгохвости мешкають в Колумбії, Венесуелі, Еквадорі, Перу, Бразилії, Гаяні, Суринамі і Французькій Гвіані. Вони живуть в нижньому ярусі вологих рівнинних тропічних лісів терра-фірме та в заболочених лісах. Зустрічаються на висоті до 500 м над рівнем моря, часто приєднуються до змішаних зграй птахів разом з кущівниками. Живляться дрібними безхребетними. Шукають їжу в підліску або в нижній частині крон дерев, на висоті від 1 до 10 м над землею. зазвичай на висоті 4-5 м над землею. Сезон розмноження триває з грудня по березень. 